# Groupe 3 du tableau périodique
Le groupe 3 du tableau périodique, autrefois appelé groupe IIIA dans l'ancien système IUPAC utilisé en Europe et groupe IIIB dans le système CAS nord-américain, contient les éléments chimiques de la 3e colonne, ou groupe, du tableau périodique des éléments :
| Période | Élément chimique | Élément chimique | Z   | Famille d'éléments  | Configuration électronique[2] |
| ------- | ---------------- | ---------------- | --- | ------------------- | ----------------------------- |
| 4       | Sc               | Scandium         | 21  | Métal de transition | [Ar] 4s2 3d1                  |
| 5       | Y                | Yttrium          | 39  | Métal de transition | [Kr] 5s2 4d1                  |
| 6       | Lu               | Lutécium         | 71  | Lanthanide          | [Xe] 6s2 4f14 5d1             |
| 7       | Lr               | Lawrencium       | 103 | Actinide            | [Rn] 7s2 5f14 7p1 ( * )       |
( * ) Exception à la règle de Klechkowski : lawrencium 103Lr.
Le tableau périodique se présente dans ce cas de la façon suivante (les éléments du groupe 3 sont soulignés par des bords épais) :
|   | 1   | 2   |    |    |    |    |    |    |    |    |    |    |    |    |    |    | 3  | 4  | 5  | 6  | 7  | 8  | 9  | 10 | 11 | 12 | 13 | 14 | 15 | 16 | 17 | 18 |
| 1 | H   |     |    |    |    |    |    |    |    |    |    |    |    |    |    |    |    |    |    |    |    |    |    |    |    |    |    |    |    |    |    | He |
| 2 | Li  | Be  |    |    |    |    |    |    |    |    |    |    |    |    |    |    |    |    |    |    |    |    |    |    |    |    | B  | C  | N  | O  | F  | Ne |
| 3 | Na  | Mg  |    |    |    |    |    |    |    |    |    |    |    |    |    |    |    |    |    |    |    |    |    |    |    |    | Al | Si | P  | S  | Cl | Ar |
| 4 | K   | Ca  |    |    |    |    |    |    |    |    |    |    |    |    |    |    | Sc | Ti | V  | Cr | Mn | Fe | Co | Ni | Cu | Zn | Ga | Ge | As | Se | Br | Kr |
| 5 | Rb  | Sr  |    |    |    |    |    |    |    |    |    |    |    |    |    |    | Y  | Zr | Nb | Mo | Tc | Ru | Rh | Pd | Ag | Cd | In | Sn | Sb | Te | I  | Xe |
| 6 | Cs  | Ba  | La | Ce | Pr | Nd | Pm | Sm | Eu | Gd | Tb | Dy | Ho | Er | Tm | Yb | Lu | Hf | Ta | W  | Re | Os | Ir | Pt | Au | Hg | Tl | Pb | Bi | Po | At | Rn |
| 7 | Fr  | Ra  | Ac | Th | Pa | U  | Np | Pu | Am | Cm | Bk | Cf | Es | Fm | Md | No | Lr | Rf | Db | Sg | Bh | Hs | Mt | Ds | Rg | Cn | Nh | Fl | Mc | Lv | Ts | Og |
| 8 | 119 | 120 |    |    |    |    |    |    |    |    |    |    |    |    |    |    |    |    |    |    |    |    |    |    |    |    |    |    |    |    |    |    |

Les éléments du groupe 3 appartiennent au bloc d du tableau périodique.

Éléments du groupe 3
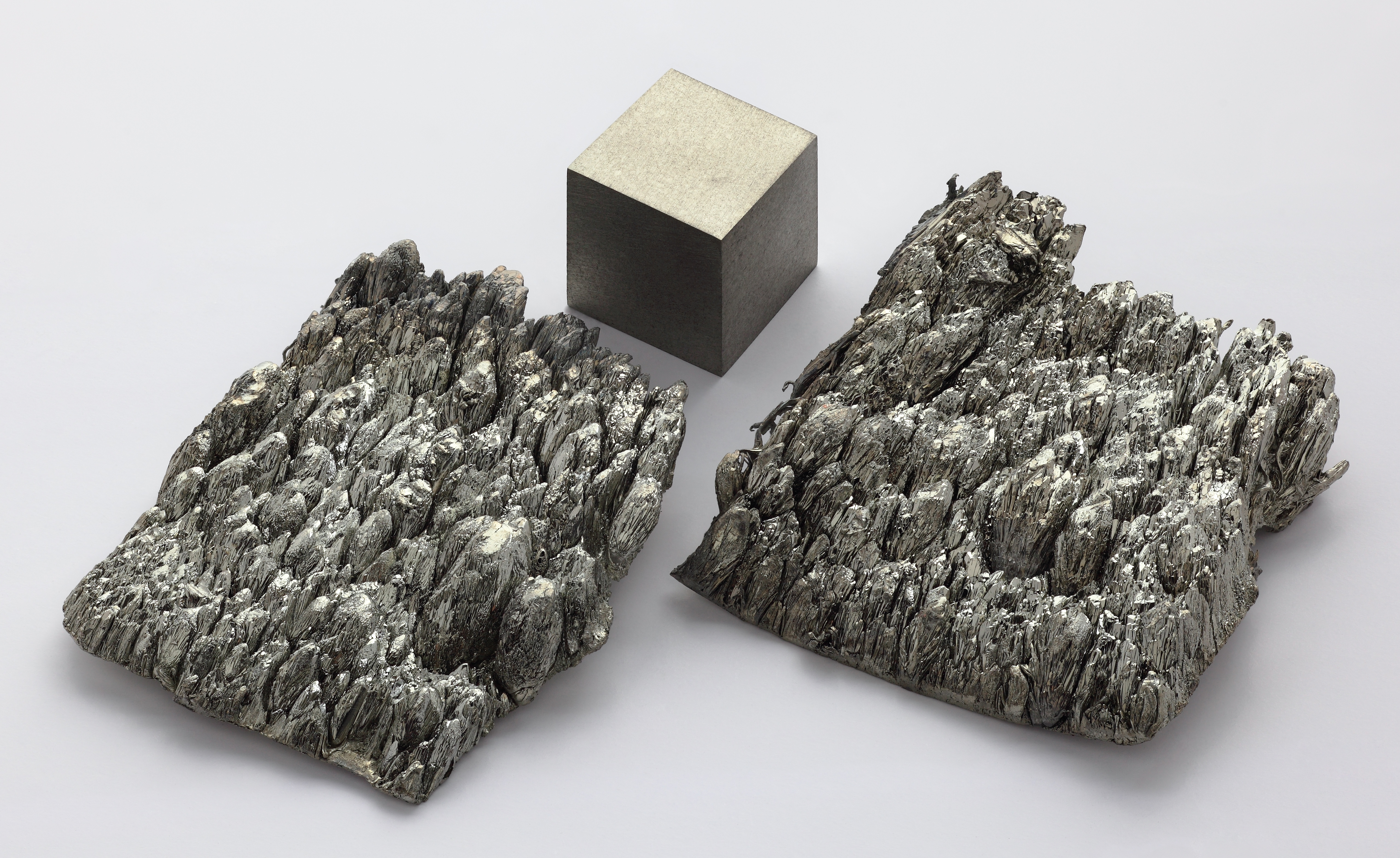
Scandium
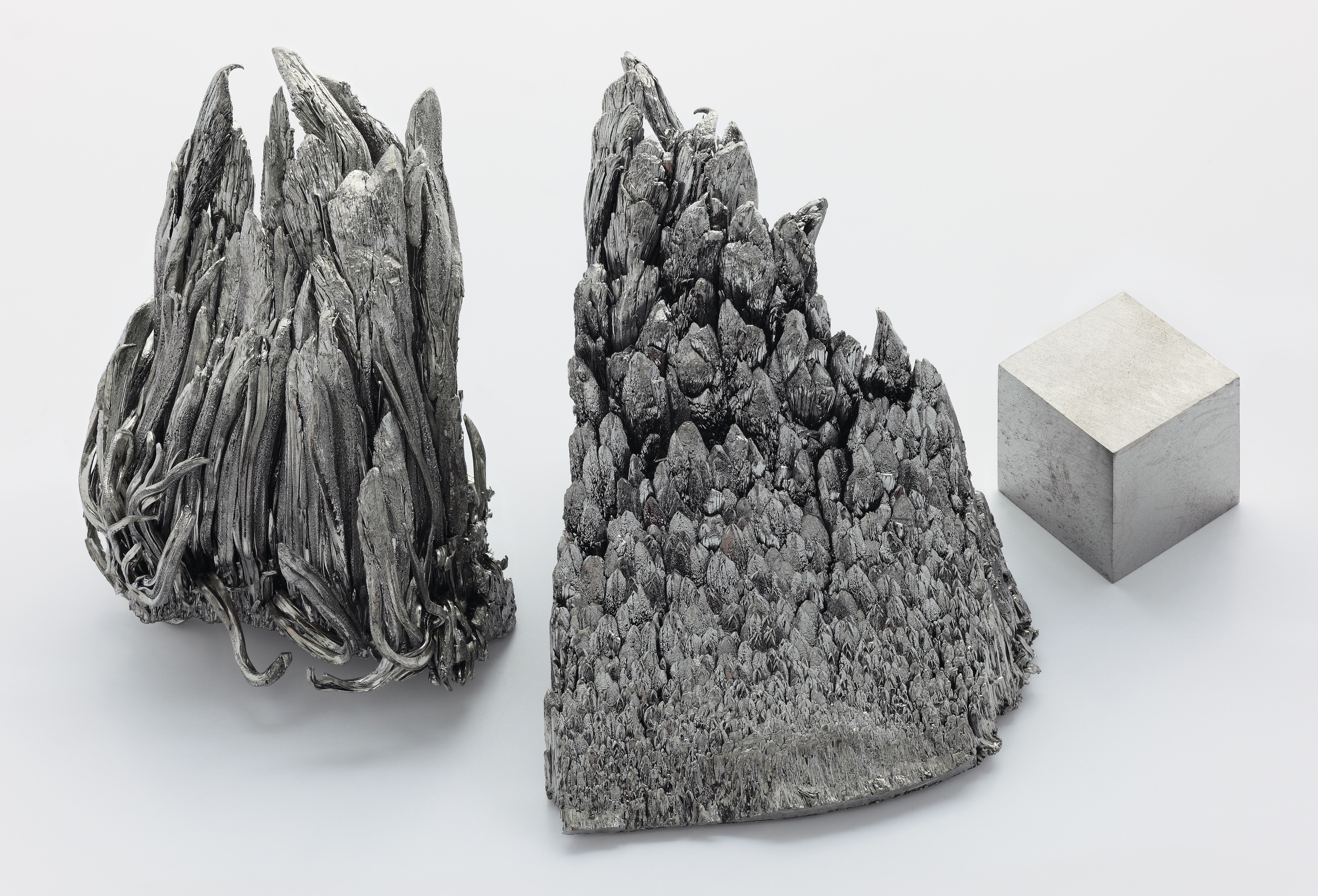
Yttrium
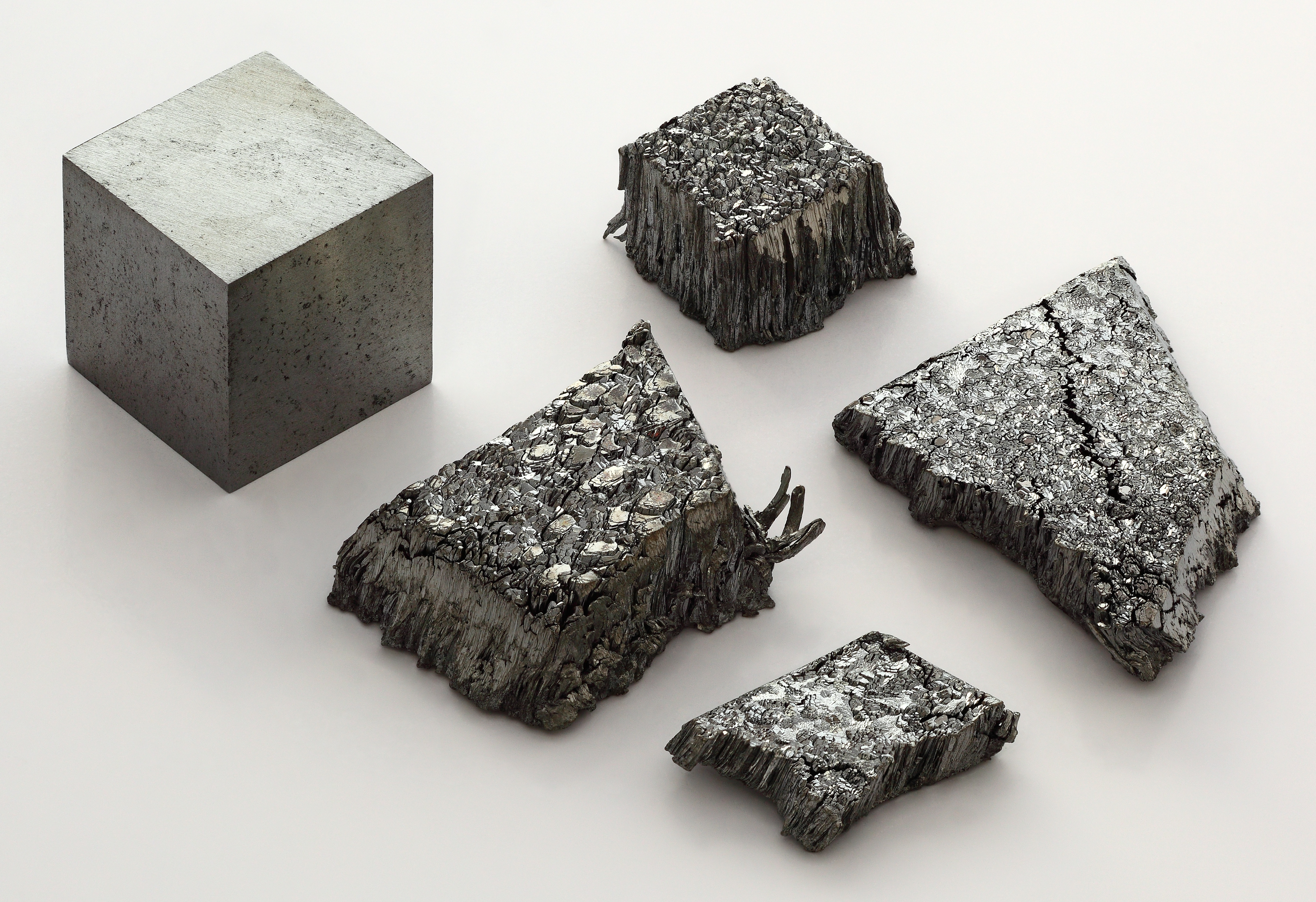
Lutécium

## Définition historique
Si les deux métaux de transition de ce groupe sont toujours le scandium et l'yttrium, la nature du lanthanide et de l'actinide suivants ne fait pas consensus chez les chimistes. Ainsi, outre l'option qui place le lutécium et le lawrencium dans le 3e groupe à la suite de la recommandation de l'IUPAC de 1988, la représentation traditionnelle, encore aussi répandue que celle-ci, place le lanthane et l'actinium dans le groupe 3, avec dans ce cas l'élément 121 sur la 8e période :
| Période | Élément chimique | Élément chimique | Z   | Famille d'éléments   | Configuration électronique |
| ------- | ---------------- | ---------------- | --- | -------------------- | -------------------------- |
| 4       | Sc               | Scandium         | 21  | Métal de transition  | [Ar] 4s2 3d1               |
| 5       | Y                | Yttrium          | 39  | Métal de transition  | [Kr] 5s2 4d1               |
| 6       | La               | Lanthane         | 57  | Lanthanide           | [Xe] 6s2 5d1 ( * )         |
| 7       | Ac               | Actinium         | 89  | Actinide             | [Rn] 7s2 6d1 ( * )         |
| 8       | Ubu              | Unbiunium        | 121 | Élément hypothétique | [Og] 8s2 8p1 ( * )         |
( * ) Exceptions à la règle de Klechkowski : lanthane 57La, actinium 89Ac, élément 121,.
Le tableau périodique se présente dans ce cas de la façon suivante (les éléments du groupe 3 sont soulignés par des bords épais) :
|   | 1   | 2   | 3   |    |    |    |    |    |    |    |    |    |    |    |    |    |    | 4  | 5  | 6  | 7  | 8  | 9  | 10 | 11 | 12 | 13 | 14 | 15 | 16 | 17 | 18 |
| 1 | H   |     |     |    |    |    |    |    |    |    |    |    |    |    |    |    |    |    |    |    |    |    |    |    |    |    |    |    |    |    |    | He |
| 2 | Li  | Be  |     |    |    |    |    |    |    |    |    |    |    |    |    |    |    |    |    |    |    |    |    |    |    |    | B  | C  | N  | O  | F  | Ne |
| 3 | Na  | Mg  |     |    |    |    |    |    |    |    |    |    |    |    |    |    |    |    |    |    |    |    |    |    |    |    | Al | Si | P  | S  | Cl | Ar |
| 4 | K   | Ca  | Sc  |    |    |    |    |    |    |    |    |    |    |    |    |    |    | Ti | V  | Cr | Mn | Fe | Co | Ni | Cu | Zn | Ga | Ge | As | Se | Br | Kr |
| 5 | Rb  | Sr  | Y   |    |    |    |    |    |    |    |    |    |    |    |    |    |    | Zr | Nb | Mo | Tc | Ru | Rh | Pd | Ag | Cd | In | Sn | Sb | Te | I  | Xe |
| 6 | Cs  | Ba  | La  | Ce | Pr | Nd | Pm | Sm | Eu | Gd | Tb | Dy | Ho | Er | Tm | Yb | Lu | Hf | Ta | W  | Re | Os | Ir | Pt | Au | Hg | Tl | Pb | Bi | Po | At | Rn |
| 7 | Fr  | Ra  | Ac  | Th | Pa | U  | Np | Pu | Am | Cm | Bk | Cf | Es | Fm | Md | No | Lr | Rf | Db | Sg | Bh | Hs | Mt | Ds | Rg | Cn | Nh | Fl | Mc | Lv | Ts | Og |
| 8 | 119 | 120 | 121 |    |    |    |    |    |    |    |    |    |    |    |    |    |    |    |    |    |    |    |    |    |    |    |    |    |    |    |    |    |

Cette représentation traditionnelle a également un impact sur la composition du bloc d du tableau périodique, car le lanthanide et l'actinide qui s'y trouvent sont alors le lanthane et l'actinium, et non plus le lutécium et le lawrencium. Elle diffère également, par exemple, de celle retenue par Pekka Pyykkö dans son tableau périodique étendu proposé en 2011 :

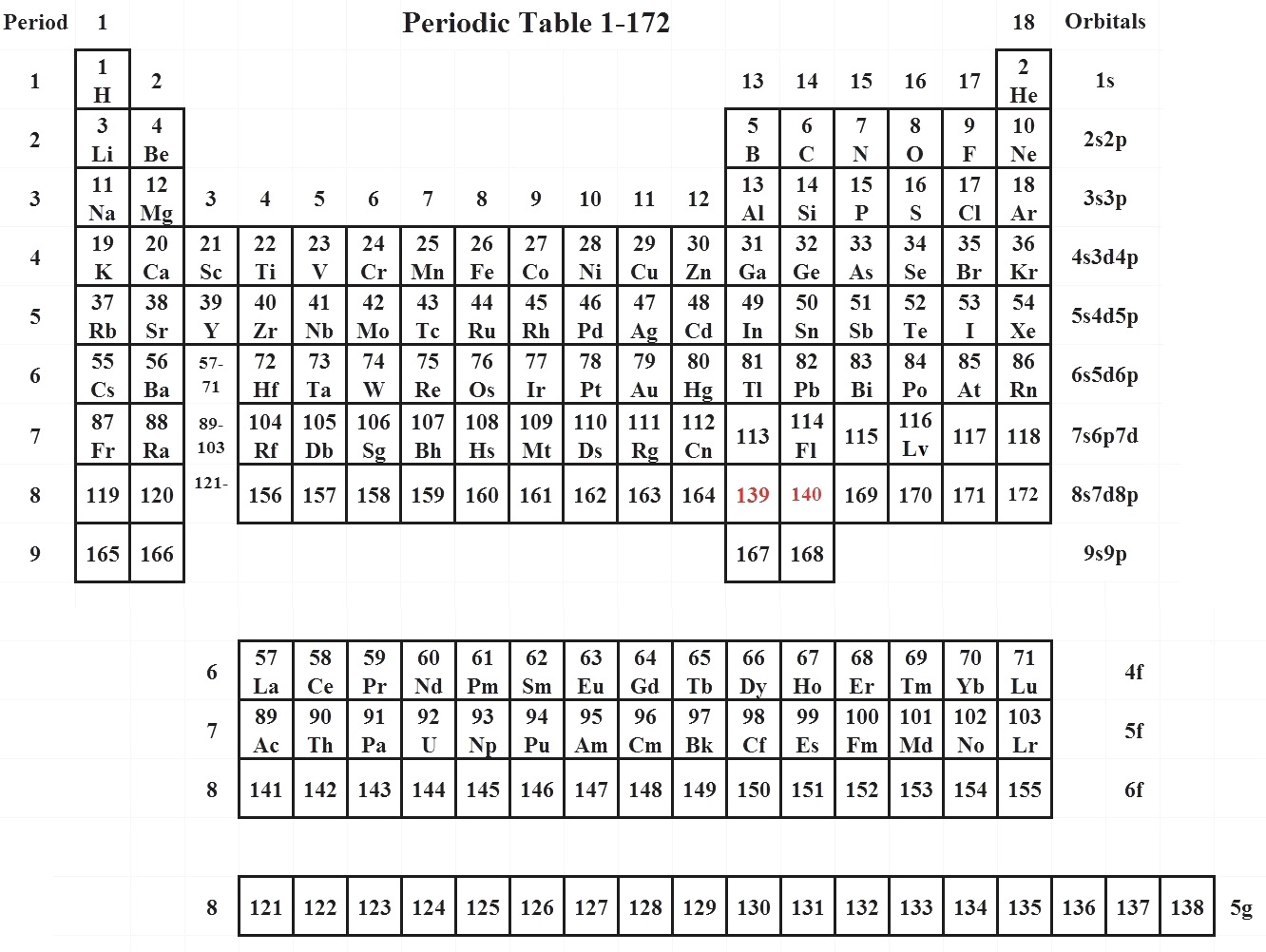
Tableau périodique étendu publié en 2011 par P. Pyykkö, plaçant l'élément 141, et non l'élément 121, sous l'actinium.

## Position de l'IUPAC
L'IUPAC a constitué en 2015 un groupe de travail spécifique ayant pour objectif de trancher la question,. Ce groupe de travail a rendu des conclusions préliminaires en janvier 2021 sans recommandation explicite mais en formulant trois principes généraux : (1) tous les éléments doivent être rangés dans l'ordre croissant de leur numéro atomique ; (2) le bloc d ne doit pas être scindé en « deux parties très inégales » ; (3) les blocs doivent avoir pour largeur 2, 6, 10 et 14 éléments en accord avec les principes de la mécanique quantique à la base du tableau périodique. La délimitation des blocs est considérée comme approchée, de même que l'allocation des configurations électroniques, en relevant notamment le cas du thorium. Ces trois principes généraux ne sont satisfaits qu'en plaçant le lutécium et le lawrencium dans le groupe 3 : la disposition historique plaçant le lanthane et l'actinium dans le groupe 3 contrevient au point (2), tandis que la disposition plaçant les 15 lanthanides et actinides ensemble sous le tableau contrevient au point (3) ; en conséquence, la disposition plaçant le lutécium et le lawrencium dans le groupe 3 est proposée comme compromis.